# Nelson Lemus
Nelson Lemus (Bahía Solano, Chocó, Colombia; 15 de febrero de 1989) es un futbolista colombiano. Juega de lateral derecho.

## Clubes
| Club             | País     | Año         |
| ---------------- | -------- | ----------- |
| Envigado F. C.   | Colombia | 2009 - 2014 |
| Deportes Tolima  | Colombia | 2015 - 2016 |
| Atlético Huila   | Colombia | 2016 - 2017 |
| Envigado F. C.   | Colombia | 2017 - 2018 |
| Patriotas Boyacá | Colombia | 2019        |